# 金·基爾森
基姆·马里乌斯·吉尔森（1966年11月30日—），是一名格陵蘭政治人物，屬前進黨。2014年10月，他在前總理艾蕾卡·韓蒙德下台後出任格陵蘭代總理，並以65票中45票當選前進黨領袖。
2014年12月4日，前進黨與團結黨及民主黨組成聯盟，隨後於12月10日正式擔任格陵蘭總理。

## 荣誉
丹麦勋章奖章
- 丹麦国旗骑士勋章（2018年5月18日[11]）